# Dedovo, Plovdiv
Dedovo (în bulgară Дедово) este un sat în comuna Rodopi, regiunea Plovdiv,  Bulgaria. 

## Demografie
Componența etnică a satului Dedovo
     Bulgari (24,07%)
     Nicio identificare (75,92%)
     Altele (0%)
La recensământul din 2011, populația satului Dedovo era de 54 locuitori. Nu există o etnie majoritară, locuitorii fiind  și bulgari (24,07%). Pentru 75,92% din locuitori nu este cunoscută apartenența etnică.

## Site
- Facebook